# Codice di abbigliamento

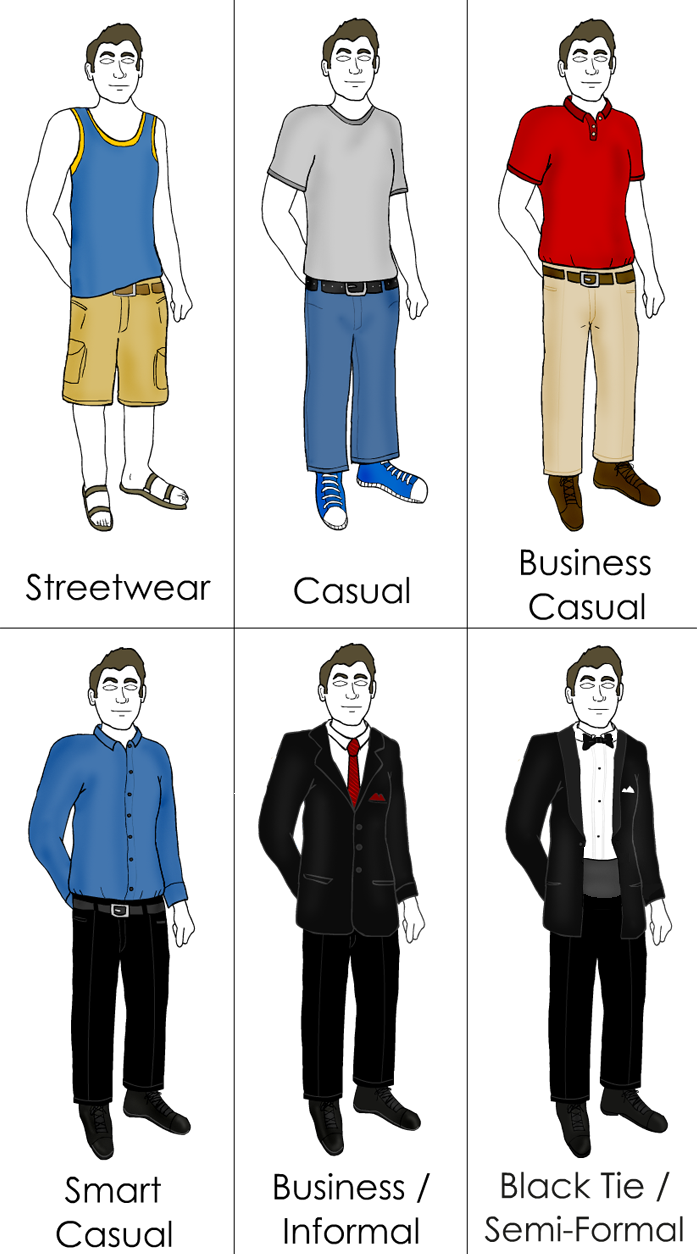
Codice di abbigliamento maschile nel mondo occidentale.

Il codice di abbigliamento è un insieme di regole scritte, o il più delle volte tacite, relative all'abbigliamento.
Tutte le società umane hanno da sempre adottato un codice di abbigliamento, che serve a dare un'indicazione del rango sociale, della classe a cui un individuo appartiene, la sua professione (per esempio i camici bianchi per i medici, o la divisa per i militari), la religione (l'hijab per le donne musulmane, la tunica per i preti cattolici, ecc.), o il suo stato civile (per esempio la fede nuziale nelle società occidentali). In alcuni casi possono anche indicare la nazionalità delle persone, o la loro affiliazione politica.
Per estensione, con l'espressione codice di abbigliamento si intende anche la specifica indicazione di un preciso abbigliamento in determinate situazioni. Per esempio, in alcune occasioni, come cerimonie, matrimoni o eventi di particolare importanza, il codice di abbigliamento è specificatamente indicato nell'invito.